# Elisabeth Strindberg
Magdalena Elisabeth Strindberg, född 7 augusti 1857 i Stockholm, död 10 december 1904 på Uppsala hospital, var en svensk skulptör. 
Hon var dotter till ångbåtskommissionären Carl Oscar Strindberg och Eleonora Ulrika Norling samt syster till August, Axel och Nora Strindberg. Liksom sin syster Nora studerade hon teckning och  xylografi under tre års tid vid Slöjdskolan i Stockholm och hon deltog även i en fotografikurs. Hon hade en inåtvänd och människoskygg läggning men var enligt Märta Fröding en synnerligen intelligent person med en stor konstnärlig begåvning som tyvärr inte tog någon fast form på grund av hennes oroliga och ombytliga sinnelag. Hon var liksom sin bror Axel mycket musikalisk men spelade inte offentligt på grund av sin människoskygga läggning. Det råder ingen tvekan om att brodern August har använt henne som förebild till rollskapelsen Eleonora i pjäsen Påsk och August följde alltid med stort intresse på avstånd sin systers tragiska livsöde. Hon övertalade August i början av 1880-talet att sitta modell för en porträttskulptur som med den träffande likheten med Augusts skiftande ansiktsuttryck bedömdes som mycket skickligt utförd. Skulpturen gillades av August som öste lovord över den men så småningom började hon tvivla på att brodern menat allvar med sitt beröm så hon förstörde i missmod skulpturen. August beskriver själv i ett brev till Harriet Bosse 1904 att han begagnat systern som modell för Eleonora ty hon led för andra, men tog upp andras ondska i sig, så att hon ej kunde vara snäll riktigt. Under Augusts Lundatid måste hon interneras på Uppsala hospital där hon senare avled.